# Ringfort von Boolattin

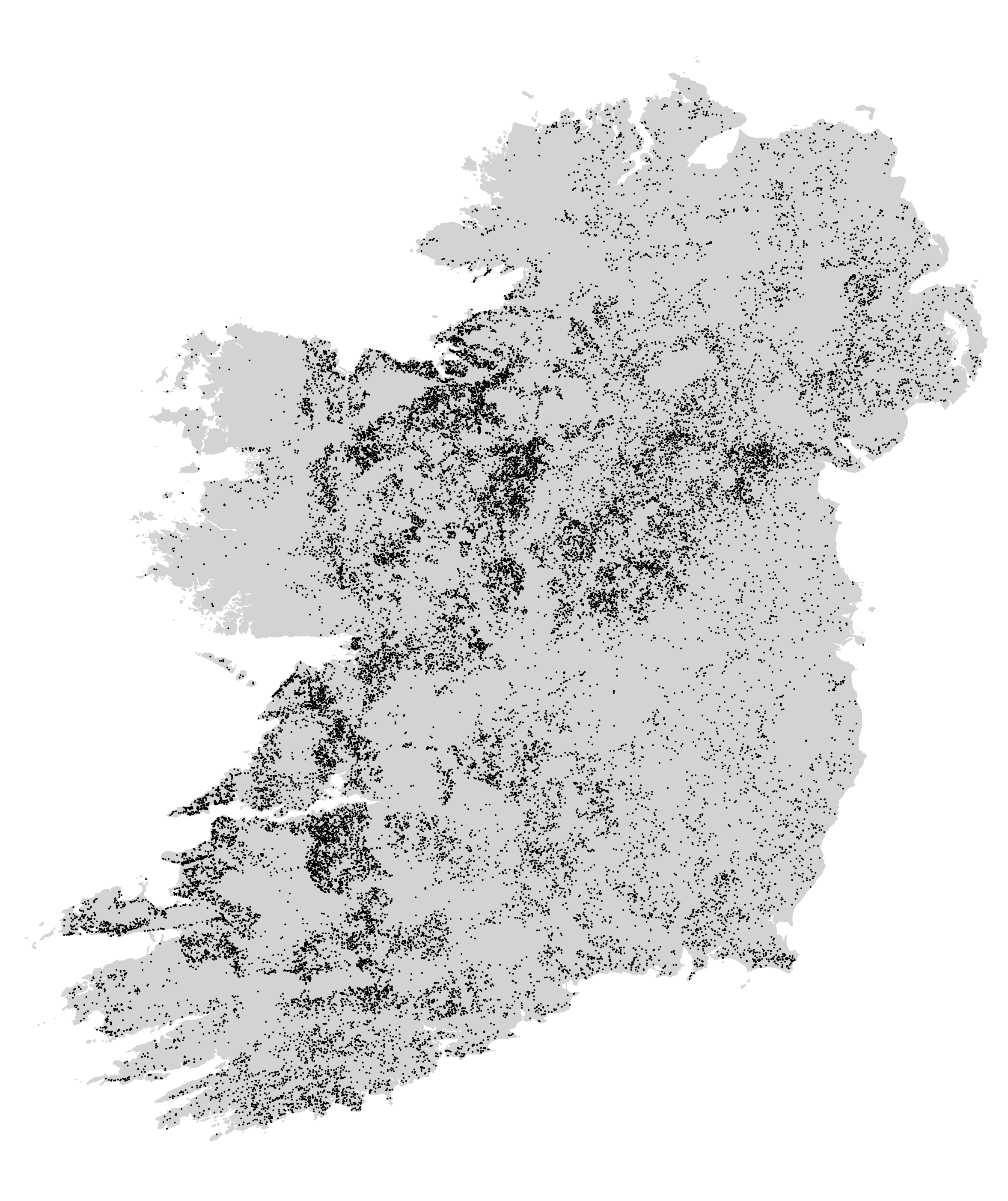
Ringfortverbreitung

Das Ringfort von Boolattin (irisch An Bhuaile Aitinn) liegt nordöstlich des Dorfes Kilrossanty (irisch Cill Rosanta) an den Comeragh Mountains bei Lemybrien/The Vee im County Waterford in Irland.
Die Reste des Ringforts von Boolattin haben einen Durchmesser von etwa 35,0 Metern und bestehen aus einem Erdwall mit einer Breite von 3,5 bis 4,5 Metern und einer Höhe von 1,4 Metern. Das Wallinnere wird von einer Trockenmauer gebildet. Es gibt zwei Zugänge zur Einhegung, einen im Westen, der 3,8 Meter misst, und einen im Südosten, der etwa 2,0 Meter breit ist und als original angesehen wird.
Die in der Archäologie auch als Rath oder Lios bekannten runden Einhegungen sind in ganz Irland tausendfach zu finden. Sie werden auf das frühe Mittelalter etwa 500–1100 n. Chr. datiert. Bei Ausgrabungen einiger Ringforts wurden Häuser von der bescheidenen Größe von nur 5,0 m Durchmesser gefunden.